# Pré-Saint-Gervais (Métro Paris)

Endschleife „Boucle de Pré-Saint-Gervais“ mit der Station Pré-Saint-Gervais und den Betriebsgleisen „Voie navette“ und „Voie des Fêtes“

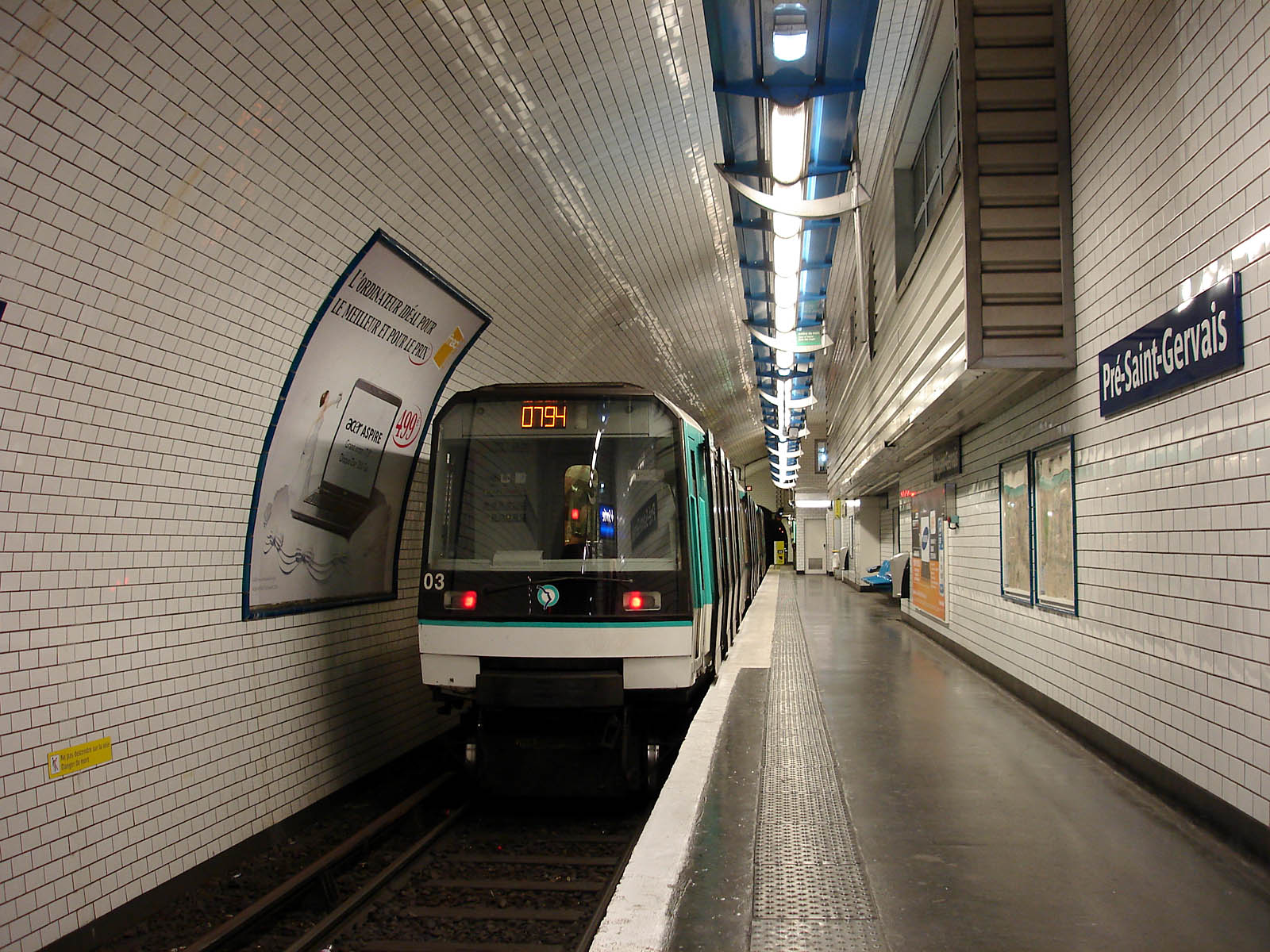
Zug der Baureihe MF 88 auf dem Streckengleis

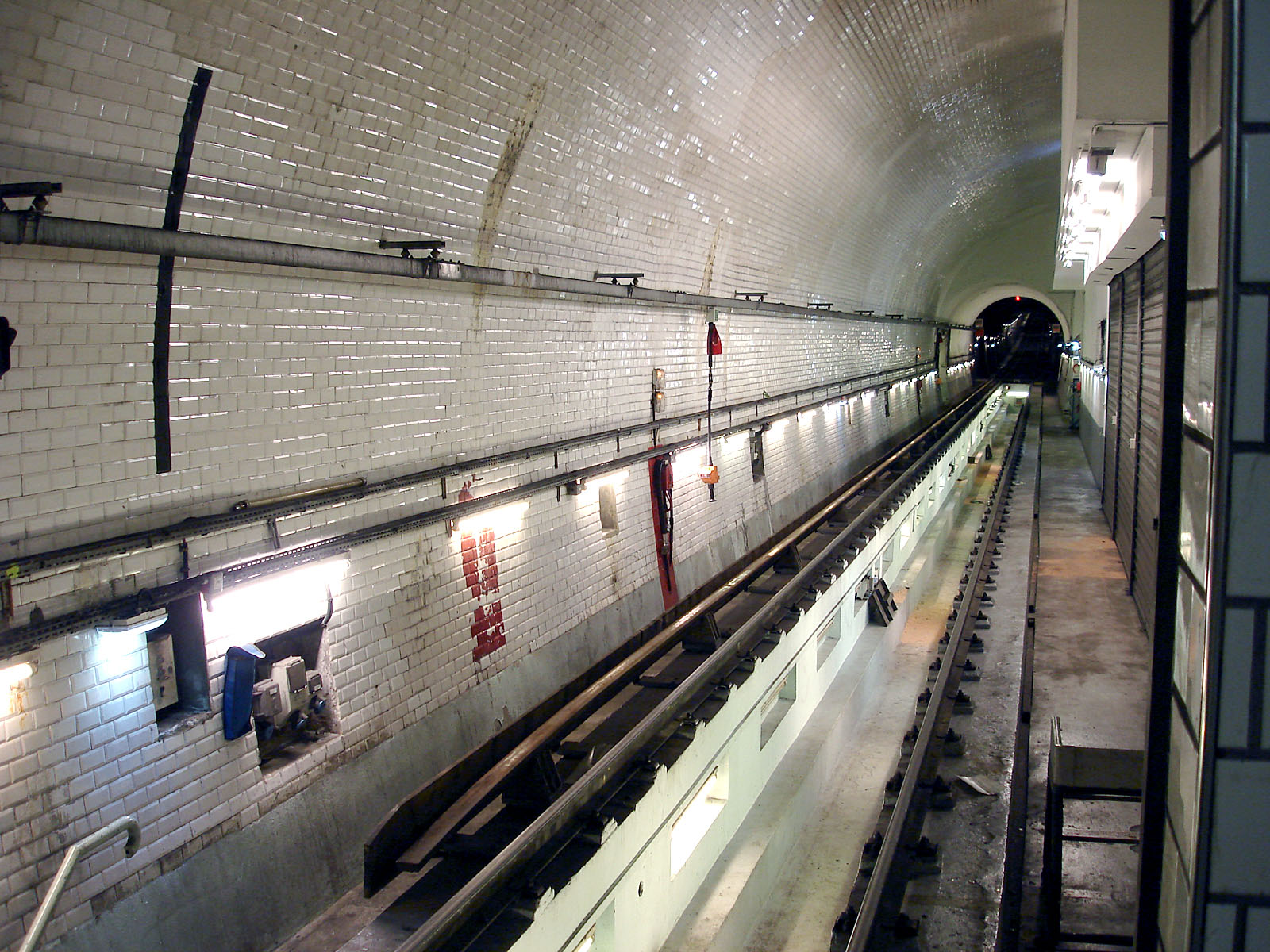
Untersuchungsgrube an der „Voie navette“

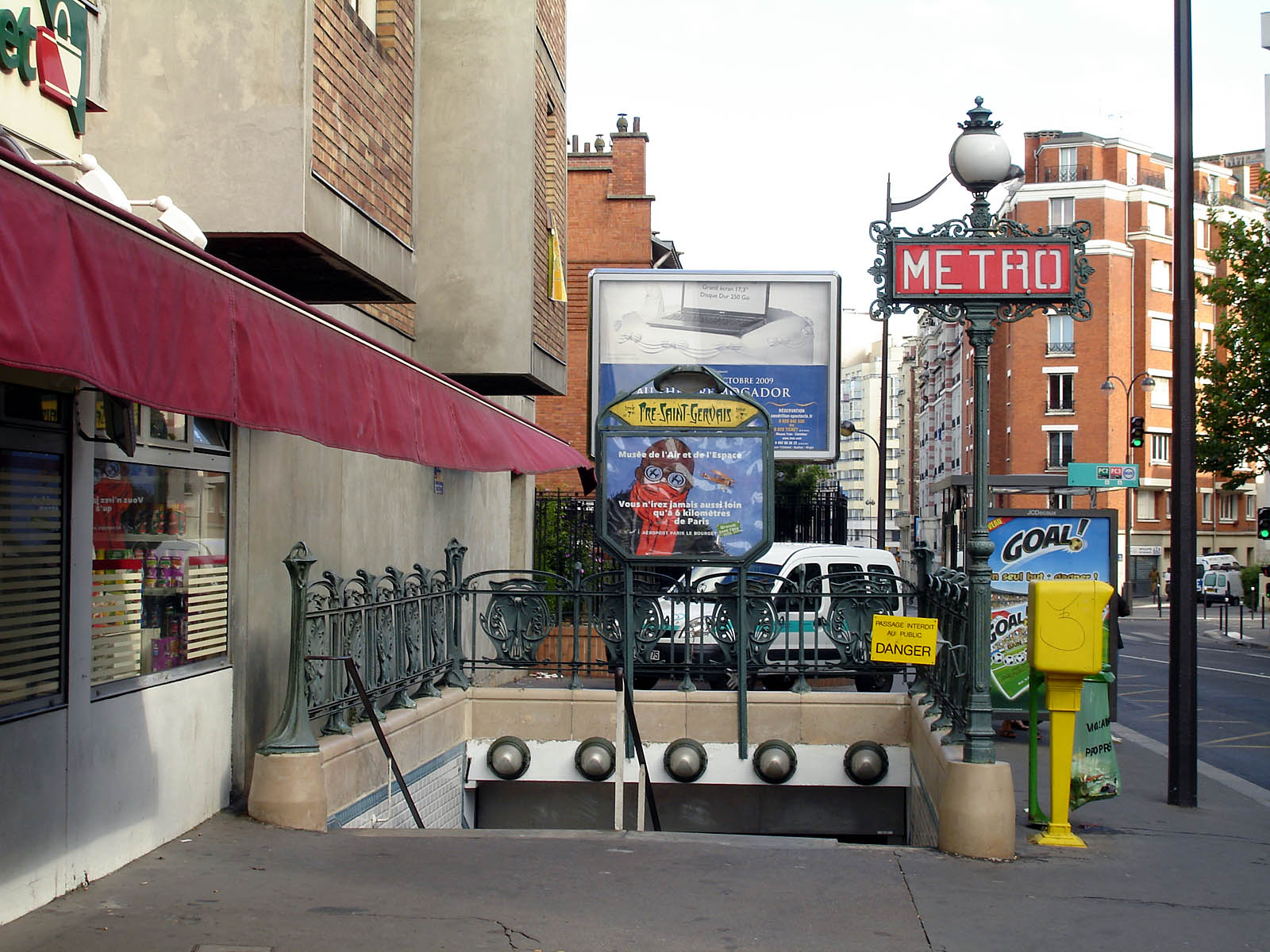
Zugang mit Art-nouveau-Brüstung und Val-d’Osne-Kandelaber

Der U-Bahnhof Pré-Saint-Gervais [pʁe sɛ̃ ʒɛʁvɛ] ist eine unterirdische Station und östlicher Endpunkt der Linie 7bis der Pariser Métro.

## Lage
Die Station befindet sich im Quartier d’Amérique des 19. Arrondissements von Paris. Sie liegt nahe der Stadtgrenze längs unter dem Boulevard Sérurier in Höhe der Einmündung der Rue de Mouzaïa.

## Name
Namengebend ist die nordöstlich der Stadtgrenze anschließende Gemeinde Le Pré-Saint-Gervais. Deren Name bezieht sich auf eine auf einer Wiese (fr: pré) errichteten Kapelle, die dem „heiligen“ Gervasius (fr: Saint Gervais) geweiht war, der um das Jahr 300 als Märtyrer starb.

## Geschichte und Beschreibung
Die heutige Linie 7bis wurde am 18. Januar 1911, als Zweigstrecke der am 5. November 1910 eröffneten und damals von Opéra nach Porte de la Villette führenden Linie 7, in Betrieb genommen. Sie führt von deren Zwischenbahnhof Louis Blanc zum in der großen Endschleife „Boucle de Pré-Saint-Gervais“ liegenden Endbahnhof Pré-Saint-Gervais.
In der ersten Zeit wurde die Strecke autonom betrieben. Nach wenigen Monaten wurde der Betrieb dahingehend umgestellt, dass die Züge der Linie 7 von Opéra bis Louis Blanc, und von dort abwechselnd auf den beiden äußeren Streckenästen verkehrten. Diese Betriebsform hielt sich bis zum 3. Dezember 1967. Ab jenem Tag wurde die Strecke – wegen des weit höheren Fahrgastaufkommens auf dem anderen Ast – wieder separat betrieben und erhielt die aktuelle Linienbezeichnung.
Beim Bau des U-Bahnhofs in dem von Stollen durchzogenen Gebiet kam es wiederholt zu Einbrüchen des darüberliegenden Geländes. Die Station ist 75 m lang, liegt unter einem elliptischen, weiß gefliesten Gewölbe und weist zwei Gleise an einem Mittelbahnsteig auf. Das westliche Gleis dient der Linie 7bis, deren Züge von Südosten her einfahren und die Station in nordwestlicher Richtung wieder verlassen. Während ihres Aufenthalts in der Endstation können Fahrgäste in den Zügen verbleiben.
Das östliche Gleis gehört zur Voie navette, einer Verbindung, die seit der Mobilmachung zu Beginn des Zweiten Weltkriegs nur noch als Betriebsgleis genutzt wird. Vom 27. November 1921 bis zum 3. September 1939 wurde sie von einem Pendelzug (fr: navette) mit Fahrgästen zur seitdem geschlossenen Station Porte des Lilas B an der heutigen Linie 3bis befahren. Anfang der 1950er Jahre diente die „Voie navette“ der Erprobung des gummibereiften Protoypfahrzeugs MP 51.
Für den Unterhalt der ausschließlich auf der Linie 7bis verkehrenden Züge der Baureihe MF 88 wurde in der Station eine Werkstatt eingerichtet. Das östliche Gleis wurde mit einer Untersuchungsgrube versehen und der Bahnsteig durch eine Zwischenwand geteilt.
Südlich des U-Bahnhofs überquert die eingleisige Strecke in einer engen Linkskurve das Betriebsgleis „Voie des Fêtes“. Beiderseits der Station existiert je eine Gleisverbindung zur „Voie navette“ bzw. deren nördlicher Verlängerung. Letztere, die bis über den folgende U-Bahnhof Danube hinaus parallel zum Streckengleis verläuft, dient zum Abstellen von Zügen.
Der einzige Zugang liegt am Boulevard Sérurier nahe der Einmündung der Rue Alphonse Aulard. Er weist eine von Hector Guimard im Stil des Art nouveau entworfene eiserne Brüstung auf, dazu aber einen 4 m hohen Kandelaber des Typs Val d’Osne.

## Fahrzeuge
Im Juli 1980 wurden die bis dahin auf der Linie verkehrenden Sprague-Thomson-Züge, die dort zuletzt nur mit vier Wagen verkehrten, innerhalb weniger Wochen durch solche der Baureihe MF 67 ersetzt. Die MF 67 „F“ liefen zunächst in der klassischen Konfiguration als Fünf-Wagen-Züge und wurden später durch Vier-Wagen-Züge der Bauserie „E“ abgelöst.
Seit Januar 1994 ist die kurze Linie 7bis die einzige im Netz der Pariser Métro, die – nach einer Übergangszeit bis zum 30. Dezember 1994 ausschließlich – von der nur neun Drei-Wagen-Züge umfassenden Baureihe MF 88 befahren wird.